# Yesterday & Today (Do As Infinityの曲)
「Yesterday & Today」（イエスタデイ・アンド・トゥデイ）は、日本のロックバンド・Do As Infinityの4作目のシングル。

## 概要
- 前作「Oasis」から1ヶ月ぶりにして、アルバム『BREAK OF DAWN』からの先行シングル。
- 表題曲は中山美穂と金城武主演のテレビドラマ『二千年の恋』の主題歌に、カップリング1曲目は初音映莉子主演の映画『うずまき』の主題歌にそれぞれ使用された。テレビドラマと映画のタイアップは共に自身初であり、初めてカップリング曲にもタイアップが付いた。
- カップリング曲が2曲以上収録されたのは「Tangerine Dream」以来3作ぶりとなった。
- オリコンチャート初登場10位を獲得。自身初のトップ10入りを果たした[1]。

## 収録曲
1. Yesterday & Today [5:01]
作詞・作曲：D・A・I
編曲：D・A・I、亀田誠治
シングル表題曲としては初のバラード。作詞は伴都美子が手掛けており、手紙をテーマに書いたという。作曲は長尾大[注 1]。タイトルはイギリスのロックバンドであるビートルズのアルバム『イエスタデイ・アンド・トゥデイ』から引用されている。サウンド面においてもビートルズ感を意識して制作されており、大渡曰く「淡々とした中にしっかり芯がある、それをハッキリ感じる曲」とのことで、ギターもジョージ・ハリスンになりきってレコーディングしたという[1]。
2. Raven [4:00]
作詞・作曲：D・A・I
編曲：D・A・I、亀田誠治
3. Glasses [3:46]
作詞・作曲：D・A・I
編曲：D・A・I、亀田誠治
4. Yesterday & Today (Instrumental) [5:01]
作曲：D・A・I
編曲：D・A・I、亀田誠治
表題曲のインストゥルメンタルバージョン。
5. Raven (Instrumental) [3:59]
作曲：D・A・I
編曲：D・A・I、亀田誠治
カップリング1曲目のインストゥルメンタルバージョン。
6. Glasses (Instrumental) [3:46]
作曲：D・A・I
編曲：D・A・I、亀田誠治
カップリング2曲目のインストゥルメンタルバージョン。
7. Oasis (Dub's Highspeed Remix) [7:29]
作詞・作曲：D・A・I
リミックス：Izumi "D.M.X" Miyazaki
3rdシングルの表題曲のリミックスバージョン。

## タイアップ
- フジテレビ系列月曜9時枠ドラマ『二千年の恋』主題歌 (#1)
- 東映配給映画『うずまき』主題歌 (#2)

## 収録アルバム
- BREAK OF DAWN (#1,2)
- Do The Best (#1)
- Do The B-side (#3)
- Do The A-side (#1)
- Do The Best "Great Supporters Selection" (#1)
- The Best of Do As Infinity (#1)
- Tears Selection (#1)
- Do The Complete (#1)

## 2 of Us
「Yesterday & Today [2 of Us]」（イエスタデイ・アンド・トゥデイ・トゥー・オブ・アス）は、日本のロックバンド・Do As Infinityの11作目の配信限定シングル。

### 概要
- 前作「Oasis [2 of Us]」から続く16週連続配信企画『2 of Us』の第11弾シングル。

### 収録曲
1. Yesterday & Today [2 of Us] [5:16]
作詞・作曲：D・A・I
編曲：Ryo Owatari
原曲よりもテンポが少し上がっており、大渡は原曲の雰囲気を損なわないよう12弦ギターを使用し制作したという[1]。

### 収録アルバム
- 2 of Us [BLUE] -14 Re:SINGLES-